# Deviation (Stereografie)
Die Deviation bezeichnet in der Stereografie den unterschiedlichen horizontalen Abstand gleicher Bildelemente auf beiden Teilbildern zueinander und ist damit die Abbildung der Parallaxe. In Übernahme des englischen Begriffes disparity wird Deviation heute zunehmend auch als Querdisparation oder Disparität bezeichnet.
Die Deviation wird in Abhängigkeit zur Breite des Bildes als relative Deviation bezeichnet.

Sichtbare Deviation in zwei überblendeten Halbbildern

Faktoren, die den räumlichen Eindruck des Stereofotos bestimmen

Das der Kamera nächste Objekt legt die Nah-Ebene fest

Die Projektionsebene (Scheinfenster) liegt bei

3D-Bild für rot/grün-Brille

## Auswirkung der Deviation
Bildelemente, die sich beim Übereinanderlegen der zwei Einzelbilder nicht verschieben, liegen für den Betrachter in der dreidimensionalen Ansicht unmittelbar auf der Abbildungsebene – also dem Bildschirm oder dem bedruckten Papier. Dementsprechend lässt sich Aufnahmen, die keinerlei Deviation aufweisen, kein räumlicher Eindruck abgewinnen.
Je größer die Deviation in Bereichen des Bildes ist, desto stärker ist die Tiefenabweichung von der Abbildungsebene (auch: Projektions- bzw. Scheinfenster-Ebene). Dies kann bedeuten, dass sich das Objekt aus dem Bild hervorhebt oder in diesem versinkt. Bei extremen Deviationen ist es dem Betrachter allerdings nicht mehr möglich, beide 2D-Teilbilder zu einem dreidimensionalen stabil zu verschmelzen.

## Berechnung der Basisbreite
Die Deviation ist abhängig von fünf Faktoren:
- {\displaystyle a_{\mathrm {N} }} – Abstand der Nah-Ebene zum Objektiv
- {\displaystyle a_{\mathrm {P} }} – Abstand der Projektions-Ebene zum Objektiv {\displaystyle a_{\mathrm {N} }\leqq a_{\mathrm {P} }<a_{\mathrm {F} }}
- {\displaystyle a_{\mathrm {F} }} – Abstand der Fern-Ebene zum Objektiv
- {\displaystyle \partial } – horizontaler Öffnungswinkel des Sichtfeldes der Kamera (engl. field of view, FoV)
- {\displaystyle b} – Basisbreite (Horizontaler Abstand zwischen den Kameras/Sichten)

Ein übliches Problem der Stereofotografie ist die Frage nach der zu verwendenden Basisbreite. Um sie zu beantworten, muss man {\displaystyle a_{\mathrm {N} }} und {\displaystyle a_{\mathrm {F} }} messen. Die Genauigkeit von {\displaystyle a_{\mathrm {N} }} im Meterbereich ist dabei stets wichtiger, als von {\displaystyle a_{\mathrm {F} }} im Kilometerbereich (Schätzung ist ausreichend). Die Projektionsebene (Scheinfensterebene) {\displaystyle a_{\mathrm {P} }} sollte {\displaystyle \geqq a_{\mathrm {N} }} und {\displaystyle <a_{\mathrm {F} }} sein. Der FoV {\displaystyle \partial } lässt sich aus der Brennweite und der horizontalen Größe des Bildsensors bzw. des Negatives errechnen. Anhaltspunkte zur gewünschten Deviation finden sich unter Richtlinien zur Deviation.
{\displaystyle b={\frac {dev_{\mathrm {rel} }\cdot \tan {\frac {\partial }{2}}\cdot 2a_{\mathrm {P} }\cdot a_{\mathrm {F} }\cdot a_{\mathrm {N} }}{a_{\mathrm {P} }\cdot (a_{\mathrm {F} }-a_{\mathrm {N} })}}={\frac {dev_{\mathrm {rel} }\cdot \tan {\frac {\partial }{2}}\cdot 2\cdot a_{\mathrm {F} }\cdot a_{\mathrm {N} }}{(a_{\mathrm {F} }-a_{\mathrm {N} })}}}
Die Sichtachsen einer idealen 3D-Kamera verlaufen parallel zueinander. Das hat zur Folge, dass die Projektionsebene ({\displaystyle dev_{\mathrm {0} }}) zwangsläufig nahe der Fernebene liegt. Zur Verschiebung der Projektionsebene muss das Bild beschnitten werden. Das verringert seine Breite und verändert damit die in der Berechnung festgelegte relative Deviation geringfügig. Die Formel muss dahingehend erweitert werden.
In den Bildbeispielen tritt dieser Effekt nicht auf. Die Szenen wurden vom Computer berechnet und mit einer off-Axis-Projektion dargestellt. Es gibt optische Systeme die diese Projektion imitieren.

## Richtlinien zur Deviation
Die optimale relative Deviation ist stets abhängig vom Ausgabemedium. Als Referenz gilt die Wiedergabe auf Leinwand mit Polfiltertechnik (Raumbildprojektion). Die Deviation sollte {\displaystyle {\frac {1}{30}}} nicht überschreiten.
Generell gilt, je kleiner das wiedergegebene Bild durch (a) seine Größe ist oder (b) durch den Abstand des Betrachters wirkt, desto größer darf die relative Deviation sein.
Für Raumbilder im Kreuzblick darf {\displaystyle dev_{\mathrm {rel} }} zwischen {\displaystyle {\frac {1}{30}}} und {\displaystyle {\frac {1}{10}}} liegen. Da Kreuzblick-Bildpaare zumeist in einem schmalen Hochformat aufgenommen sind, eignen sie sich nicht mehr für die Raumbildprojektion. Aus diesem Grund und der geringen Wiedergabegröße (Schieltechnik), ist eine Vergrößerung der Deviation und damit der räumlichen Wirkung durchaus erwünscht.
Das Anaglyphenbild auf Monitor oder Papierbild verträgt eine relative Deviation von bis zu {\displaystyle {\frac {1}{15}}}. Da man die Halbbilder aber auch jederzeit mit der Raumbildprojektion präsentieren oder als Anaglyphe auf Leinwand projizieren könnte, empfiehlt sich auch hier eine Deviation von {\displaystyle {\frac {1}{30}}}. Das vermindert außerdem die Wahrnehmung sogenannter Ghosts (Geister), die bei großen Disparitäten deutlicher sichtbar werden.
Autostereoskopische Monitore mit zwei Sichten verlangen nach {\displaystyle dev_{\mathrm {rel} }={\frac {1}{30}}}. MultiView-Monitore (5,8,9 Sichten) tolerieren nur eine wesentlich kleinere Deviation. Dies ist abhängig von der verwendeten Barriere und der Anzahl der Sichten. Die relative Deviation zwischen zwei benachbarten Sichten eines 5-Sichten-Displays liegt bei ca. {\displaystyle {\frac {1}{120}}}.